# カール5世のアントワープ入城
『カール5世のアントワープ入城』（カール5せいのアントワープにゅうじょう、ドイツ語: Der Einzug Karls V in Antwerpen）は、ハンス・マカルトによる巨大な歴史画。『五感』と並ぶマカルトの代表的な絵画作品である。

## 解説

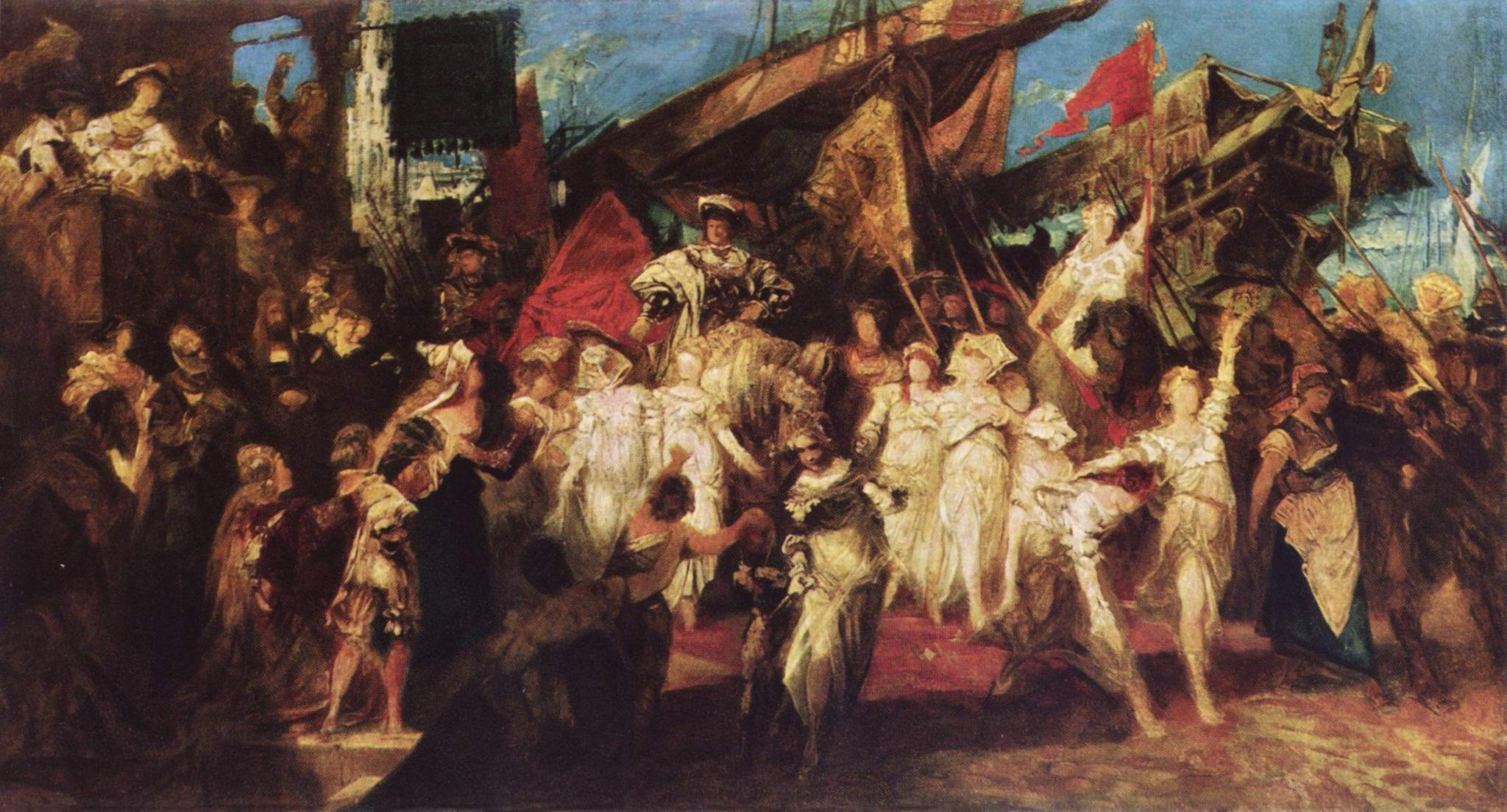
スケッチ『カール5世のアントワープ入城』（127 × 240 cm、オーストリア・ギャラリー所蔵）

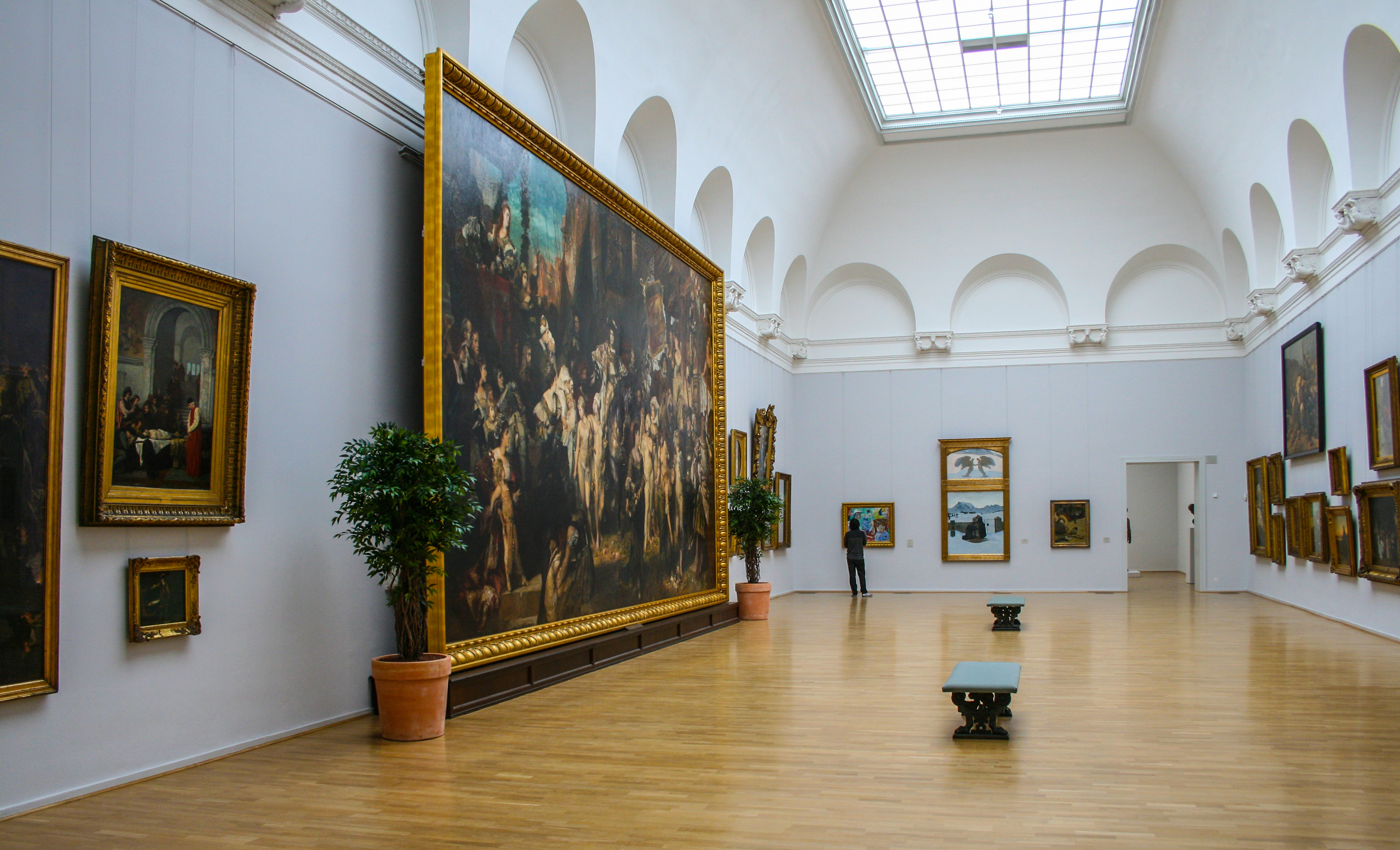
ハンブルク美術館にて。中央の巨大な絵画が『カール5世のアントワープ入城』

ピーテル・パウル・ルーベンス（1577年生）の生誕300年を記念して、1878年に制作された。公開から数日のうちに、3万人を遥かに超える人々が美術館に押し寄せ、町はこの話題でもちきりだったという。
ハプスブルク家の領土をスペインとその属領に及ぼした神聖ローマ皇帝カール5世を中央に描き、裸に近い女人群像ときらびやかな衣装をまとう人々をその周囲に配置した、豪華絢爛な作品である。
縦に520cm、横に952cmという巨大な絵画であり、現在収蔵されているドイツ・ハンブルク美術館では、展示室の中で圧倒的な存在感を放っている。

## 関連論文
- 岩谷秋美「ハンス・マカルト作 《皇帝カール五世のアントウェルペン入城》 における「歴史主義」 : アルブレヒト・デューラー作 《皇帝マクシミリアン一世の凱旋車》 との関係」『Aspects of problems in Western art history』第12巻、東京芸術大学、2014年、41-50頁、ISSN 13485644、NAID 110009912292。